# تاتا استارباکس
تاتا استارباکس (انگلیسی: Tata Starbucks) شرکت کافی‌شاپ‌های زنجیره‌ای هندی است، که در سال ۲۰۱۲ از مشارکت شرکت‌های استارباکس و تاتا کانسیومر پراداکتس تأسیس شد و هم‌اکنون مالک شبکه‌ای از ۲۷۰ شعبه در هند می‌باشد.